# آلبرت گور، سینیور
آلبرت آرنولد "آل" گور، سینیور (به انگلیسی: Albert Arnold "Al" Gore, Sr.) سناتور سابق ایالات متحده آمریکا و عضو حزب دموکرات ایالات متحده آمریکا بود. وی در سال ۱۹۵۳ تا ۱۹۷۱ میلادی سناتور ایالت تنسی در سنای ایالات متحده آمریکا بود.
وی پدر آلبرت آرنولد گور جونیور معروف به ال گور سناتور سابق ایالت تنسی و معاون رئیس‌جمهور ایالات متحده آمریکا در دوره ریاست جمهوری بیل کلینتون است.